# Promising Young Woman
Promising Young Woman is een Amerikaanse, zwartkomische wraakthriller uit 2020 die geschreven en geregisseerd werd door Emerald Fennell. De hoofdrol wordt vertolkt door Carey Mulligan.

## Verhaal
Cassie Thomas werkt in een koffiebar. Ze was ooit een veelbelovende studente geneeskunde, maar gaf haar studie op toen haar vriendin Nina onder het oog van een groep omstanders bruut verkracht werd door een van hun studiegenoten. Wanneer Cassie op een dag haar oude studiegenoot Ryan tegen het lijf loopt, besluit ze wraak te nemen op alle personen die ze verantwoordelijk acht voor Nina's verkrachting.

## Rolverdeling
| Acteur                   | Personage                 |
| ------------------------ | ------------------------- |
| Carey Mulligan           | Cassandra "Cassie" Thomas |
| Bo Burnham               | Dr. Ryan Cooper           |
| Alison Brie              | Madison McPhee            |
| Clancy Brown             | Stanley Thomas            |
| Jennifer Coolidge        | Susan Thomas              |
| Laverne Cox              | Gail                      |
| Chris Lowell             | Alexander "Al" Monroe     |
| Connie Britton           | Dean Elizabeth Walker     |
| Adam Brody               | Jerry                     |
| Max Greenfield           | Joe Macklemore III        |
| Christopher Mintz-Plasse | Neil                      |
| Sam Richardson           | Paul                      |
| Alfred Molina            | Jordan                    |
| Molly Shannon            | Mrs. Fisher               |

## Productie
Emerald Fennell bedacht het verhaal voor de film in 2017. Na de openingsscène van de film te hebben voorgesteld, werd het project opgepikt door LuckyChap Entertainment, het productiebedrijf van actrice Margot Robbie. In januari 2019 raakte bekend dat Fennell het project zelf zou verfilmen met Carey Mulligan als hoofdrolspeelster. Een maand later werden de distributierechten verkocht aan Focus Features. In maart 2019 werd de cast uitgebreid met onder meer Bo Burnham, Alison Brie, Connie Britton, Adam Brody en Jennifer Coolidge. Diezelfde maand gingen de 23 dagen durende opnames van start in Los Angeles.

## Release en ontvangst
Promising Young Woman ging op 25 januari 2020 in première op het Sundance Film Festival. De Amerikaanse bioscooprelease was oorspronkelijk gepland voor april 2020, maar werd vanwege de coronapandemie uitgesteld. De film werd uiteindelijk pas op 25 december 2020 in een select aantal Amerikaanse bioscopen uitgebracht. Op 15 januari 2021 volgde de VOD-release.
De film kreeg overwegend positieve recensies van de Amerikaanse filmpers. Op Rotten Tomatoes heeft Promising Young Woman een waarde van 91% en een gemiddelde score van 8/10, gebaseerd op 277 recensies. Op Metacritic heeft de film een gemiddelde score van 72/100, gebaseerd op 38 recensies.
De film kreeg ook kritiek vanuit feministische hoek. Omdat deze een beladen onderwerp aan de kaak stelt, namelijk verkrachting en de daarop volgende problemen zoals trauma's, onbegrip en zelfmoord maar dit tegelijk presenteert als comedy met mooie fel gekleurde decors. Het maakt de film ook moeilijk te typeren. Het genre rape and revenge bestaat al langer maar juist in combinatie met comedy maakt de film uniek.

## Prijzen en nominaties
| Jaar | Prijs                     | Categorie                 | Genomineerde(n)           | Uitslag     |
| ---- | ------------------------- | ------------------------- | ------------------------- | ----------- |
| 2021 | National Board of Review  | Top 10 films van het jaar | Top 10 films van het jaar | Gewonnen    |
| 2021 | National Board of Review  | Beste actrice             | Carey Mulligan            | Gewonnen    |
| 2021 | Golden Globes             | Beste dramafilm           | Beste dramafilm           | Genomineerd |
| 2021 | Golden Globes             | Beste regie               | Emerald Fennell           | Genomineerd |
| 2021 | Golden Globes             | Beste actrice (drama)     | Carey Mulligan            | Genomineerd |
| 2021 | Golden Globes             | Beste scenario            | Emerald Fennell           | Genomineerd |
| 2021 | Critics' Choice Awards    | Beste film                | Beste film                | Genomineerd |
| 2021 | Critics' Choice Awards    | Beste regie               | Emerald Fennell           | Genomineerd |
| 2021 | Critics' Choice Awards    | Beste actrice             | Carey Mulligan            | Gewonnen    |
| 2021 | Critics' Choice Awards    | Beste originele scenario  | Emerald Fennell           | Gewonnen    |
| 2021 | Critics' Choice Awards    | Beste kostuumontwerp      | Nancy Steiner             | Genomineerd |
| 2021 | Critics' Choice Awards    | Beste grime en haarstijl  | Beste grime en haarstijl  | Genomineerd |
| 2021 | BAFTA Awards              | Beste film                | Beste film                | Genomineerd |
| 2021 | BAFTA Awards              | Beste Britse film         | Beste Britse film         | Gewonnen    |
| 2021 | BAFTA Awards              | Beste originele scenario  | Emerald Fennell           | Gewonnen    |
| 2021 | BAFTA Awards              | Beste montage             | Frédéric Thoraval         | Genomineerd |
| 2021 | BAFTA Awards              | Beste muziek              | Anthony Willis            | Genomineerd |
| 2021 | BAFTA Awards              | Beste casting             | Beste casting             | Genomineerd |
| 2021 | Independent Spirit Awards | Beste regie               | Emerald Fennell           | Genomineerd |
| 2021 | Independent Spirit Awards | Beste actrice             | Carey Mulligan            | Gewonnen    |
| 2021 | Independent Spirit Awards | Beste scenario            | Emerald Fennell           | Gewonnen    |
| 2021 | Academy Awards            | Beste film                | Beste film                | Genomineerd |
| 2021 | Academy Awards            | Beste regie               | Emerald Fennell           | Genomineerd |
| 2021 | Academy Awards            | Beste actrice             | Carey Mulligan            | Genomineerd |
| 2021 | Academy Awards            | Beste originele scenario  | Emerald Fennell           | Gewonnen    |
| 2021 | Academy Awards            | Beste montage             | Frédéric Thoraval         | Genomineerd |